# 1980年新加坡大選
1980年新加坡大選於該年12月23日舉行，結果由人民行動黨贏得全部75個席次而告終。這是他們最後一次達成這一壯舉。投票率為 95.5%，儘管這個數字代表了 38 個要競爭的選區的投票率，人民行動黨候選人在其他 37 個選區中獲得了棄權。在 1,290,426 名選民中，有 685,141 名選民參加了選舉。